# Agrias fassli
Agrias fassli är en fjärilsart som beskrevs av Peter William Michael 1925. Agrias fassli ingår i släktet Agrias och familjen praktfjärilar. Inga underarter finns listade i Catalogue of Life.